# Preuilly-la-Ville
Preuilly-la-Ville és un municipi francès, situat al departament de l'Indre i a la regió de Centre – Vall del Loira. L'any 2007 tenia 165 habitants.

## Demografia

### Població
El 2007 la població de fet de Preuilly-la-Ville era de 165 persones. Hi havia 71 famílies, de les quals 12 eren unipersonals (8 homes vivint sols i 4 dones vivint soles), 34 parelles sense fills, 21 parelles amb fills i 4 famílies monoparentals amb fills.
La població ha evolucionat segons el següent gràfic:
Habitants censats

### Habitatges
El 2007 hi havia 105 habitatges, 73 eren l'habitatge principal de la família, 13 eren segones residències i 19 estaven desocupats. Tots els 105 habitatges eren cases. Dels 73 habitatges principals, 64 estaven ocupats pels seus propietaris, 7 estaven llogats i ocupats pels llogaters i 1 estava cedit a títol gratuït; 3 tenien dues cambres, 18 en tenien tres, 24 en tenien quatre i 27 en tenien cinc o més. 56 habitatges disposaven pel capbaix d'una plaça de pàrquing. A 39 habitatges hi havia un automòbil i a 29 n'hi havia dos o més.

### Piràmide de població
La piràmide de població per edats i sexe el 2009 era:
| Homes | Edats   | Dones |
| ----- | ------- | ----- |
| 0     | 95 o +  | 4     |
| 0     | 90 a 94 | 0     |
| 0     | 85 a 89 | 8     |
| 4     | 80 a 84 | 0     |
| 0     | 75 a 79 | 4     |
| 4     | 70 a 74 | 4     |
| 8     | 65 a 69 | 4     |
| 4     | 60 a 64 | 8     |
| 4     | 55 a 59 | 0     |
| 12    | 50 a 54 | 4     |
| 4     | 45 a 49 | 4     |
| 4     | 40 a 44 | 4     |
| 0     | 35 a 39 | 8     |
| 8     | 30 a 34 | 4     |
| 0     | 25 a 29 | 0     |
| 0     | 20 a 24 | 0     |
| 0     | 15 a 19 | 0     |
| 0     | 10 a 14 | 0     |
| 0     | 5 a 9   | 0     |
| 8     | 0 a 4   | 4     |

## Economia
El 2007 la població en edat de treballar era de 95 persones, 72 eren actives i 23 eren inactives. De les 72 persones actives 68 estaven ocupades (38 homes i 30 dones) i 3 estaven aturades (2 homes i 1 dona). De les 23 persones inactives 8 estaven jubilades, 4 estaven estudiant i 11 estaven classificades com a «altres inactius».

### Ingressos
El 2009 a Preuilly-la-Ville hi havia 74 unitats fiscals que integraven 175 persones, la mediana anual d'ingressos fiscals per persona era de 17.296 €.

### Activitats econòmiques
L'any 2000 a Preuilly-la-Ville hi havia 13 explotacions agrícoles que ocupaven un total de 612 hectàrees.

## Poblacions més properes
El següent diagrama mostra les poblacions més properes.